# 221673 Duschl
221673 Duschl este o planetă minoră (asteroid) din centura de asteroizi. A fost descoperită pe 17 februarie 2007 la Altschwendt⁠(d) de Wolfgang Ries⁠(d). 
Obiectul prezintă o orbită caracterizată de o semiaxă mare de 2,7744069062209 UAi, o excentricitate de 0,070791208607831, o înclinație de 5,8086969869336 ° în raport cu ecliptica.